# DFBポカール2020-2021
DFBポカール2020-2021 (2020–21 DFB-Pokal) は、2020年9月11日から2021年5月13日の期間に開催される、通算68回目 (前身も含めれば78回目)のDFBポカールである。

## 参加クラブ
以下の64クラブが参加する。
| ブンデスリーガ (18クラブ) ブンデスリーガ2019-20所属全クラブが出場 | 2. ブンデスリーガ (18クラブ) 2. ブンデスリーガ2019-20所属全クラブが出場 | 3. リーガ (4クラブ) 3. リーガ2019-20における上位4チームが出場 |
| - バイエルン・ミュンヘン - ドルトムント - RBライプツィヒ - ボルシアMG - レヴァークーゼン - ホッフェンハイム - ヴォルフスブルク - フライブルク - フランクフルト - ヘルタ・ベルリン - ウニオン・ベルリン - シャルケ - マインツ - ケルン - アウクスブルク - ブレーメン - デュッセルドルフ (II) - パーダーボルン (II) | - ビーレフェルト (I) - シュトゥットガルト (I) - ハイデンハイム - ハンブルガーSV - ダルムシュタット - ハノーファー - エルツゲビルゲ・アウエ - ボーフム - グロイター・フュルト - ザントハウゼン - キール - レーゲンスブルク - オスナブリュック - ザンクトパウリ - カールスルーエ - ニュルンベルク - ヴェーエン・ヴィースバーデン (III) - ディナモ・ドレスデン (III) | - ヴュルツブルガー・キッカーズ (II) - ブラウンシュヴァイク (II) - インゴルシュタット - デュースブルク |
| 各地域代表 (24クラブ) 各地域のサッカー協会カップの優勝クラブが出場 | | |
| - バーデン ヴァルトホーフ・マンハイム (III) - バイエルン 1860ミュンヘン (III) シュヴァインフルト (IV) - ベルリン アルトグリーニッケ (IV) - ブランデンブルク ウニオン・フュルステンヴァルデ (IV) - ブレーメン オーバーノイラント (V) - ハンブルク ノルトシュタット (IV) - ヘッセン シュタインバッハ (IV)           | - メクレンブルク＝フォアポンメルン ハンザ・ロストック (III) - ミッテルライン デューレン (V) - ニーダーライン ロートヴァイス・エッセン (IV) - ニーダーザクセン ハフェルゼ (IV) アイントラハト・ツェレ (V) - ラインラント エンゲルス (V) - ザールラント エルフェアスベルク (IV) - ザクセン ケムニッツ (III)                                                         | - ザクセン＝アンハルト マクデブルク (III) - シュレースヴィヒ＝ホルシュタイン トーデスフェルデ (V) - ズュートバーデン リーラジンゲン・アーレン (V) - ズュートヴェスト カイザースラウテルン (III) - テューリンゲン カールツァイス・イェーナ (IV) - ヴェストファーレン マイナーツハーゲン (V) ヴィーデンブリュック (IV) - ヴュルテンベルク SSVウルム (IV) |
| 括弧内のローマ数字は2020-21シーズンの所属ディビジョン (I：ブンデスリーガ 、II：2. ブンデスリーガ 、III：3. リーガ 、IV：レギオナルリーガ、V：オーバーリーガ | | |

## 日程
| 試合     | 組み合わせ抽選会 | 開催日                       |
| -------- | ---------------- | ---------------------------- |
| 1回戦    | 2020年7月26日    | 2020年9月11日-11月3日        |
| 2回戦    | 2020年11月8日    | 2020年12月22日-2021年1月13日 |
| 3回戦    | 2020年12月27日   | 2021年2月2日・3日            |
| 準々決勝 | 2021年2月7日     | 2021年3月2日・3日            |
| 準決勝   | 2021年3月7日     | 2021年5月1日・2日            |
| 決勝     | 2021年3月7日     | 2021年5月13日                |

## 1回戦
組み合わせ抽選会は、2020年7月26日に行われた。チーム名横の括弧内の数字は2020-21シーズンの所属ディビジョンを表す (2回戦以降も同様)。試合時間はいずれも現地時間 (1回戦、準決勝、決勝はCEST (UTC+2)。それ以外はCET (UTC+1))。
| 2020年9月11日 | ハフェルゼ (4) | 1 - 5    | マインツ (1)                                            | マインツ                                                          |  |
| 20:45         | プルーム 17分  | レポート | マテタ 57分, 78分, 90分 · アダム 77分 · クアイソン 90分 | 競技場: オペル・アレーナ 観客数: 1,000人 主審: アルネ・アーニック |  |

| 2020年9月11日 | ブラウンシュヴァイク (2)                                                          | 5 - 4    | ヘルタ・ベルリン (1)                                              | ブラウンシュヴァイク                                                                |  |
| 20:45         | コビランスキ 2分, 44分, 66分 · ミッテルシュテット 17分 (o.g.) · アブドゥラヒ 73分 | レポート | ルケバキオ 23分, 83分 · マテウス・クーニャ 29分 · ペカリーク 65分 | 競技場: アイントラハト・シュタディオン 観客数: 500人 主審: トビアス・シュティーラー |  |

| 2020年9月12日 | エンゲルス (5) | 0 - 3    | ボーフム (2)                                      | ボーフム                                                                          |  |
| 15:30         |                | レポート | ジュリ 23分 · ツォラー 52分 · パントヴィッチ 65分 | 競技場: ヴォノヴィア・ルーアシュターディオン 観客数: 0人 主審: フロリアン・ヘフト |  |

| 2020年9月12日 | ウニオン・フュルステンヴァルデ (4) | 1 - 4    | ヴォルフスブルク (1)                                                  | ヴォルフスブルク                                                              |  |
| 15:30         | ジュールツ 9分 (pen.)              | レポート | ジョアン・ヴィクトール 23分, 29分 · ゲルハルト 60分 · ギラヴォギ 77分 | 競技場: フォルクスワーゲン・アレーナ 観客数: 0人 主審: ロベルト・シュレーダー |  |

| 2020年9月12日 | オーバーノイラント (5) | 0 - 8    | ボルシアMG (1) | メンヒェングラートバッハ                                              |  |
| 15:30         |                        | レポート | ヘアマン 12分, 13分 · ホフマン 19分 · ベンセバイニ 24分 · エルヴェディ 35分 · ノイハウス 52分, 84分 · トラオレ 76分 | 競技場: ボルシア・パルク 観客数: 300人 主審: サッシャ・シュテーゲマン |  |

| 2020年8月10日 | マイナーツハーゲン (5) | 1 - 6 (延長) | グロイター・フュルト (2)                                                                | フュルト                                                                                          |  |
| 15:30         | ヴルム 50分            | レポート     | エルンスト 72分 · グリーン 98分 · マイヤーヘファー 103分, 105分 · アビアマ 113分, 118分 | 競技場: シュポルトパルク・ロンホフ・トーマス・ゾンマー 観客数: 0人 主審: アレクサンダー・サーザー |  |

| 2020年9月12日 | アルトグリーニッケ (4) | 0 - 6    | ケルン (1)                                                                                           | ケルン                                                                          |  |
| 15:30         |                        | レポート | ヘクター 17分 (pen.) · レジュベツァイ 36分, 63分 · チホス 43分 · エズジャン 68分 · ドレクスラー 85分 | 競技場: ラインエネルギーシュタディオン 観客数: 300人 主審: マルティン・トムセン |  |

| 2020年9月12日 | ニュルンベルク (2) | 0 - 3    | RBライプツィヒ (1)                                     | ニュルンベルク                                                                |  |
| 15:30         |                    | レポート | ハイダラ 3分 · ポウルセン 67分 · ファン・ヒチャン 90分 | 競技場: マックス・モーロックシュタディオン 観客数: 0人 主審: マルコ・フリッツ |  |

| 2020年9月12日 | トーデスフェルデ (5) | 0 - 1    | オスナブリュック (2) | トーデスフェルデ                                                            |  |
| 15:30         |                      | レポート | クラース 77分        | 競技場: ヨーダ・シュポルトパルク 観客数: 500人 主審: パトリック・イトリッヒ |  |

| 2020年9月12日 | 1860ミュンヘン (3)    | 1 - 2    | フランクフルト (1)          | ミュンヘン                                                                            |  |
| 15:30         | シュタインハルト 78分 | レポート | シルヴァ 51分 · ドスト 56分 | 競技場: グリュンヴァルター・シュタディオン 観客数: 0人 主審: マルティン・ペーターゼン |  |

| 2020年9月12日 | アイントラハト・ツェレ (5) | 0 - 7    | アウクスブルク (1) | アウクスブルク                                               |  |
| 15:30         |                            | レポート | バルガス 20分 · カリジューリ 29分 · フィンボガソン 47分 (pen.) · ニーダーレヒナー 57分 · ハーン 66分 · イェンセン 88分, 90分 | 競技場: WWKアレーナ 観客数: 0人 主審: ダニエル・シュレーガー |  |

| 2020年9月12日 | SSVウルム (4)               | 2 - 0    | エルツゲビルゲ・アウエ (2) | ウルム                                                                    |  |
| 18:30         | リューレ 37分 · ヒグル 89分 | レポート |                            | 競技場: ドナウ・シュタディオン 観客数: 140人 主審: ミヒャエル・バッヒャー |  |

| 2020年9月12日 | インゴルシュタット (3) | 0 - 1    | デュッセルドルフ (2) | インゴルシュタット                                                      |  |
| 18:30         |                        | レポート | プレドル 80分        | 競技場: アウディ・シュポルトパルク 観客数: 0人 主審: トビアス・ライヘル |  |

| 2020年9月12日 | カールスルーエ (2) | 0 - 1 (延長) | ウニオン・ベルリン (1)     | カールスルーエ                                                                    |  |
| 18:30         |                    | レポート     | N.シュロッターベック 118分 | 競技場: ヴィルトパルクシュタディオン 観客数: 450人 主審: ベンジャミン・コルトゥス |  |

| 2020年9月12日 | カールツァイス・イェーナ (4) | 0 - 2    | ブレーメン (1)                  | イェーナ                                                                                  |  |
| 20:45         |                              | レポート | サージェント 49分 · チョン 88分 | 競技場: エルンスト・アッべ・シュポルトフェルト 観客数: 1,600人 主審: ダニエル・ジーベルト |  |

| 2020年9月13日 | シュタインバッハ (4) | 1 - 2    | ザントハウゼン (2)  | ハイガー                                                                   |  |
| 15:30         | マルケ 40分          | レポート | ビアダ 23分, 45+1分 | 競技場: SIBREシュポルトゼントラム 観客数: 670人 主審: ニコラス・ヴィンター |  |

| 2020年9月13日 | エルフェアスベルク (4)                                          | 4 - 2    | ザンクトパウリ (2)           | シュピーゼン＝エルヴェルスベルク                                                      |  |
| 15:30         | シュネルバッハー 16分, 67分 · ドラゴン 26分 · フェラウアー 48分 | レポート | ノール 7分 · ベナテッリ 78分 | 競技場: ヴァルトシュターディオン・カイザーリンデ 観客数: 500人 主審: ティモ・ゲーラハ |  |

| 2020年9月13日 | ノルトシュタット (4) | 0 - 7    | レヴァークーゼン (1)                                                                               | レーヴァークーゼン                                            |  |
| 15:30         |                      | レポート | L.ベンダー 4分 · アミリ 10分, 31分 · アラリオ 12分 · ヴィルツ 21分 · アランギス 30分 · シック 77分 | 競技場: バイ・アレーナ 観客数: 300人 主審: セレン・ストルクス |  |

| 2020年9月13日 | ヴィーデンブリュック (4) | 0 - 5    | パーダーボルン (2)                                            | ギュータースロー                                                                |  |
| 15:30         |                          | レポート | ミヘル 24分 · スルベニー 32分, 45+1分, 58分 · フューリヒ 83分 | 競技場: ハイデヴァルト・シュタディオン 観客数: 2,300人 主審: アルネ・アーニック |  |

| 2020年9月13日                                                              | カイザースラウテルン (3) | 1 - 1 (延長) (3-4 PK戦)                              | レーゲンスブルク (2) | カイザースラウテルン                                                              |  |
| 15:30                                                                      | クラウス 64分            | レポート                                             | ヴレネジ 4分         | 競技場: フリッツ・ヴァルター・シュタディオン 観客数: 0人 主審: スヴェン・ワシツキ |  |
|                                                                            |                          | PK戦                                                 |                      |                                                                                   |  |
| クラウス フロウシェク スカルラティディス マルヴィン・ポーリエ ジッキンガー |                          | ヴェケサー ギンバー ヴレネジ エルヴェディ パリオニス |                      |                                                                                   |  |

| 2020年9月13日                                      | ケムニッツ (3)                       | 2 - 2 (延長) (2-3 PK戦)                                                    | ホッフェンハイム (1)            | ケムニッツ                                                                                                |  |
| 15:30                                              | フライベルガー 59分 · ビッケル 100分 | レポート                                                                   | クラマリッチ 48分, 111分 (pen.) | 競技場: シュタディオン・アン・デア・ゲラーシュトラーセ 観客数: 3,095人 主審: パトリック・ハンスルバウアー |  |
|                                                    |                                      | PK戦                                                                       |                                 | |  |
| グリム ミュラー フライベルガー カンプルカ ビッケル |                                      | クラマリッチ ベルフォディル ガチノヴィッチ ビチャクチッチ バウムガルトナー |                                 | |  |

| 2020年9月13日 | リーラジンゲン・アーレン (5) | 1 - 7    | キール (2)                                                                                          | キール                                                                          |  |
| 15:30         | ニーダーマン 3分             | レポート | ヴァール 15分 · セッラ 19分 · イ・ジェソン 22分, 24分 · バルテルス 29分 · ポラス 63分 · レーゼ 86分 | 競技場: ホルシュタイン・スタディオン 観客数: 500人 主審: クリストフ・ギュンシュ |  |

| 2020年9月13日 | ハンザ・ロストック (3) | 0 - 1    | シュトゥットガルト (1) | ロストック                                                                      |  |
| 15:30         |                        | レポート | ワマンギトゥカ 42分    | 競技場: オストゼーシュタディオン 観客数: 7,500人 主審: フェリックス・ツバイヤー |  |

| 2020年9月13日 | ヴァルトホーフ・マンハイム (3) | 1 - 2    | フライブルク (1)                          | マンハイム                                                                      |  |
| 18:30         | マルティノヴィッチ 56分        | レポート | クォン・チャンフン 19分 · シュミット 79分 | 競技場: カール・ベンツ・シュタディオン 観客数: 460人 主審: マルクス・シュミット |  |

| 2020年9月13日 | マクデブルク (3)            | 2 - 3 (延長) | ダルムシュタット (2)                         | マクデブルク                                                    |  |
| 18:30         | ミュラー 14分 · ベック 26分 | レポート     | メーレム 53分 · ケンペ 66分 · ホンザク 100分 | 競技場: MDCCアレーナ 観客数: 5,000人 主審: マヌエル・グラエフェ |  |

| 2020年9月13日 | ヴェーエン・ヴィースバーデン (3) | 1 - 0    | ハイデンハイム (2) | ヴィースバーデン                                                 |  |
| 18:30         | ティーツ 61分                    | レポート |                    | 競技場: BRITAアレーナ 観客数: 250人 主審: ベンジャミン・ブラント |  |

| 2020年9月14日 | ディナモ・ドレスデン (3)                                            | 4 - 1    | ハンブルガーSV (2) | ドレスデン                                                                                           |  |
| 18:30         | シュタルク 3分 · ベッカー 16分 · ダフナー 53分 · マイ 90+5分 (pen.) | レポート | オナナ 89分        | 競技場: ルードルフ・ハルビヒ・シュターディオン 観客数: 10,000人 主審: フロリアン・バドシュトゥブナー |  |

| 2020年9月14日 | ヴュルツブルガー・キッカーズ (2)         | 2 - 3    | ハノーファー (2)                                      | ヴュルツブルク                                                            |  |
| 18:30         | フェイック 89分 · ヘルマン 90+5分 (pen.) | レポート | ヴァイダント 23分 · カイザー 59分 · ヒューベルス 78分 | 競技場: フライヤーアラーム・アレーナ 観客数: 0人 主審: パトリック・アルト |  |

| 2020年9月14日 | ロートヴァイス・エッセン (4) | 1 - 0    | ビーレフェルト (1) | エッセン                                                              |  |
| 18:30         | エンゲルマン 33分            | レポート |                    | 競技場: スタディオン・エッセン 観客数: 300人 主審: ハルム・オスメルス |  |

| 2020年9月14日 | デュースブルク (3) | 0 - 5    | ドルトムント (1)                                                                   | デュースブルク                                                                        |  |
| 20:45         |                    | レポート | サンチョ 14分 (pen.) · ベリンガム 30分 · アザール 39分 · レイナ 50分 · ロイス 58分 | 競技場: シャウインズランド・ライゼン・アリーナ 観客数: 300人 主審: ロベルト・カンプカ |  |

| 2020年10月15日 | デューレン (5) | 0 - 3    | バイエルン・ミュンヘン (1)                           | ミュンヘン                                                                |  |
| 20:45          |                | レポート | シュポ＝モティング 24分, 75分 · ミュラー 36分 (pen.) | 競技場: アリアンツ・アレーナ 観客数: 0人 主審: マティアス・イェレンベック |  |

| 2020年11月3日 | シュヴァインフルト (4) | 1 - 4    | シャルケ (1)                                              | ゲルゼンキルヒェン                                                          |  |
| 16:30         | トーマン 37分          | レポート | イビシェヴィッチ 39分 · シェプフ 44分, 81分 · ラマン 86分 | 競技場: フェルティンス・アレーナ 観客数: 0人 主審: スヴェン・ヤブロンスキー |  |

## 2回戦
組み合わせ抽選会は、2020年11月8日に行われた。
| 2020年12月22日 | アウクスブルク (1) | 0 - 3    | RBライプツィヒ (1)                                    | アウクスブルク                                                 |  |
| 18:30          |                    | レポート | オルバン 11分 · ポウルセン 75分 · アンヘリーニョ 82分 | 競技場: WWKアレーナ 観客数: 0人 主審: サッシャ・シュテーゲマン |  |

| 2020年12月22日 | ケルン (1)      | 1 - 0    | オスナブリュック (2) | ケルン                                                                        |  |
| 18:30          | モデスト 45+1分 | レポート |                      | 競技場: ラインエネルギーシュタディオン 観客数: 0人 主審: ロベルト・ハルトマン |  |

| 2020年12月22日                                                                                                 | ホッフェンハイム (1)                | 2 - 2 (延長) (6-7 PK戦)                                                                    | グロイター・フュルト (2)                | ジンスハイム                                                    |  |
| 18:30 | クラマリッチ 13分 · アクポグマ 49分 | レポート                                                                                   | エルンスト 21分 · マイヤーヘファー 46分 | 競技場: プレゼロ・アレーナ 観客数: 0人 主審: セレン・ストルクス |  |
| |                                     | PK戦                                                                                       |                                         |                                                                 |  |
| クラマリッチ セバスティアン・ルディ スコフ アダムヤン フォクト ボハルデ アクポグマ セセニョン カシム・アダムス |                                     | バウアー ラウム ゼギン サルペイ フルゴタ エルンスト イェッケル ティルマン マイヤーヘファー |                                         |                                                                 |  |

| 2020年12月22日 | SSVウルム (4)     | 1 - 3    | シャルケ (1)                      | ゲルゼンキルヒェン                                                        |  |
| 18:30          | ライヒェルト 82分 | レポート | セルダル 27分 · ラマン 51分, 63分 | 競技場: フェルティンス・アレーナ 観客数: 0人 主審: ダニエル・シュレーガー |  |

| 2020年12月22日 | ブラウンシュヴァイク (2) | 0 - 2    | ドルトムント (1)                  | ブラウンシュヴァイク                                                            |  |
| 20:00          |                          | レポート | フンメルス 12分 · サンチョ 90+2分 | 競技場: アイントラハト・シュタディオン 観客数: 0人 主審: ロベルト・シュレーダー |  |

| 2020年12月22日 | ウニオン・ベルリン (1)                      | 2 - 3    | パーダーボルン (2)                 | ベルリン                                                                                                |  |
| 20:45          | プレメル 6分 · ヒューネマイアー 57分 (o.g.) | レポート | ミヘル 3分, 36分 · スルベニー 31分 | 競技場: シュタディオン・アン・デア・アルテン・フェルステライ 観客数: 0人 主審: フランク・ヴィレンボルク |  |

| 2020年10月29日 | エルフェアスベルク (4) | 0 - 5    | ボルシアMG (1)                                                                              | シュピーゼン＝エルヴェルスベルク                                                        |  |
| 20:45          |                        | レポート | ヴォルフ 5分 · ベーネス 21分 · シュティンドル 35分 · ヘアマン 69分 · ビジャルバ 83分 (pen.) | 競技場: ヴァルトシュターディオン・カイザーリンデ 観客数: 0人 主審: マルクス・シュミット |  |

| 2020年12月22日 | ディナモ・ドレスデン (3) | 0 - 3    | ダルムシュタット (2)                                      | ドレスデン                                                                              |  |
| 20:45          |                          | レポート | シュネルハルト 24分 · ペク・スンホ 59分 · ドゥルスン 71分 | 競技場: ルードルフ・ハルビヒ・シュターディオン 観客数: 0人 主審: スヴェン・ヤブロンスキ |  |

| 2020年12月23日 | ヴォルフスブルク (1)                                                      | 4 - 0    | ザントハウゼン (2) | ヴォルフスブルク                                 |  |
| 18:30          | ゲルハルト 27分 · ベグホルスト 29分, 90+1分 · ジョアン・ヴィクトール 41分 | レポート |                    | 競技場: フォルクスワーゲン・アレーナ 観客数: 0人 |  |

| 2020年10月30日 | ロートヴァイス・エッセン (4)                            | 3 - 2    | デュッセルドルフ (2)         | エッセン                                                                    |  |
| 18:30          | エンゲルマン 15分 · ケール＝ゴメス 39分 · ケフキル 70分 | レポート | ヘニングス 36分, 87分 (pen.) | 競技場: スタディオン・エッセン 観客数: 0人 主審: マティアス・イェレンベック |  |

| 2020年12月23日 | シュトゥットガルト (1) | 1 - 0    | フライブルク (1) | シュトゥットガルト                                                            |  |
| 20:45          | カライジッチ 15分      | レポート |                  | 競技場: メルセデス・ベンツ・アレーナ 観客数: 0人 主審: フェリックス・ブリッヒ |  |

| 2020年12月23日 | ハノーファー (2) | 0 - 3    | ブレーメン (1)                                            | ハノーファー                                               |  |
| 20:45          |                  | レポート | ゲブレ・セラシェ 30分 · サージェント 32分 · エンボム 60分 | 競技場: HDIアレーナ 観客数: 0人 主審: マヌエル・グラエフェ |  |

| 2020年12月23日             | マインツ (1)                   | 2 - 2 (延長) (0-3 PK戦)                  | ボーフム (2)                    | マインツ                                                            |  |
| 20:45                      | ボエチウス 7分 · ラッツァ 55分 | レポート                                 | ホルトマン 66分 · テシェ 90+4分 | 競技場: オペル・アレーナ 観客数: 0人 主審: マルティン・ペーターゼン |  |
|                            |                                | PK戦                                     |                                 |                                                                     |  |
| サライ シュテーガー マテタ |                                | パントヴィッチ マショヴィッチ ギャンブラ |                                 |                                                                     |  |

| 2020年12月23日                            | ヴェーエン・ヴィースバーデン (3) | 0 - 0 (延長) (2-4 PK戦)               | レーゲンスブルク (2) | ヴィースバーデン                                           |  |
| 20:45                                     |                                  | レポート                              |                      | 競技場: BRITAアレーナ 観客数: 0人 主審: トビアス・ライヘル |  |
|                                           |                                  | PK戦                                  |                      |                                                            |  |
| ケンペ ティーツ ギュルレイェン プロコップ |                                  | ヴェケサー アルベルス ゲオルク オポク |                      |                                                            |  |

| 2021年1月12日 | レヴァークーゼン (1)                                       | 4 - 1    | フランクフルト (1) | レーヴァークーゼン                                                    |  |
| 20:45         | アラリオ 27分 (pen.) · タプソバ 49分 · ディアビ 67分, 87分 | レポート | ユネス 6分         | 競技場: バイ・アレーナ 観客数: 0人 主審: クリスティアン・ディンゲルト |  |

| 2021年1月13日                                                   | キール (2)                        | 2 - 2 (延長) (6-5 PK戦)                                           | バイエルン・ミュンヘン (1)  | キール                                                                        |  |
| 20:45                                                           | バルテルス 37分 · ヴァール 90+5分 | レポート                                                          | グナブリー 14分 · ザネ 47分 | 競技場: ホルシュタイン・スタディオン 観客数: 0人 主審: ロベルト・シュレーダー |  |
|                                                                 |                                   | PK戦                                                              |                             |                                                                               |  |
| ヴァール アルスラン セッラ イ・ジェソン ハウプトマン バルテルス |                                   | レヴァンドフスキ キミッヒ ミュラー アラバ ドウグラス・コスタ ロカ |                             |                                                                               |  |

## 3回戦
組み合わせ抽選会は、2020年12月27日に行われた。
| 2021年2月3日 | ロートヴァイス・エッセン (4)        | 2 - 1 (延長) | レヴァークーゼン (1) | エッセン                                                              |  |
|              | ケフキル 108分 · エンゲルマン 117分 | レポート     | ベイリー 105分       | 競技場: スタディオン・エッセン 観客数: 0人 主審: ダニエルシュラーガー |  |

| 2021年2月4日 | ヴォルフスブルク (1) | 1 - 0    | シャルケ (1) | ヴォルフスブルク                                                                |  |
|              | ベグホルスト 40分    | レポート |              | 競技場: フォルクスワーゲン・アレーナ 観客数: 0人 主審: フェリックス・ツバイヤー |  |

| 2021年2月3日                                                              | キール (2) | 1 - 1 (延長) (7 - 6 PK戦)                                      | ダルムシュタット (2) | キール                                                                      |  |
|                                                                           | Serra 58分 | レポート                                                       | ドゥルスン 86分      | 競技場: ホルシュタイン・スタディオン 観客数: 0人 主審: ソーレン・ストークス |  |
|                                                                           |            | PK戦                                                           |                      |                                                                             |  |
| Wahl Arslan Serra Porath 李 在成 バルテルス Hauptmann キルケスコフ Lorenz |            | Mehlem ドゥルスン Holland マイ 白 昇浩 Höhn Honsak Rapp Skarke |                      |                                                                             |  |

| 2021年2月4日                                  | レーゲンスブルク (2)        | 2 - 2 (延長) (4 - 3 PK戦)                 | ケルン (1)                 | レーゲンスブルク                                                                        |  |
|                                               | ケネディ 35分 · George 43分 | レポート                                  | ヤコブス 4分 · デニス 22分 | 競技場: ヤーンシュターディオン・レーゲンスブルク 観客数: 0人 主審: ロベルト・ハートマン |  |
|                                               |                             | PK戦                                      |                            |                                                                                         |  |
| Wekesser Gimber アルバース Vrenezi Besuschkow |                             | Czichos エズジャン アロコダレ メレ ホルン |                            |                                                                                         |  |

| 2021年2月4日 | シュトゥットガルト (1) | 1 - 2    | ボルシアMG (1)                | シュトゥットガルト                                                            |  |
|              | ワマンギトゥカ 2分     | レポート | テュラム 45+1分 · プレア 50分 | 競技場: メルセデス・ベンツ・アレーナ 観客数: 0人 主審: ダニエル・シーヴェルト |  |

| 2021年2月3日 | ブレーメン (1)                | 2 - 0    | グロイター・フュルト (2) | ブレーメン                                                              |  |
|              | メーヴァルト 12分 · アグ 73分 | レポート |                          | 競技場: ヴェーザーシュタディオン 観客数: 0人 主審: ギード・ウィンクマン |  |

| 2021年2月4日 | RBライプツィヒ (1)                                                 | 4 - 0    | ボーフム (2) | ライプツィヒ                                                          |  |
|              | ハイダラ 11分 · ザビッツァー 45+1分 (pen.) · ポウルセン 66分, 75分 | レポート |              | 競技場: レッドブル・アレナ 観客数: 0人 主審: バスティアン・ダンケルト |  |

| 2021年2月3日 | ドルトムント (1)                                     | 3 - 2 (延長) | パーダーボルン (2)                                                   | ドルトムント                                                                  |  |
|              | エムレ・ジャン 6分 · サンチョ 16分 · ハーランド 95分 | レポート     | ユリアン・ユストファン 79分 · プリンス・オセイ・オウス 90+7分 (pen.) | 競技場: ジグナル・イドゥナ・パルク 観客数: 0人 主審: トビアス・シュティーラー |  |

## 準々決勝
組み合わせ抽選会は、2021年2月7日に行われた。
| 2021年4月8日 | レーゲンスブルク (2) | 0 - 1 | ブレーメン (1) | レーゲンスブルク                                                                        |  |
|              |                      |       | 大迫勇也 52分  | 競技場: ヤーンシュターディオン・レーゲンスブルク 観客数: 0人 主審: ギード・ウィンクマン |  |

| 2021年3月4日 | ロートヴァイス・エッセン (4) | 0 - 3 | キール (2)                                         | エッセン                                                              |  |
|              |                              |       | ミューリング 26分 (pen.) · セラ 28分 · ミーズ 90分 | 競技場: スタディオン・エッセン 観客数: 0人 主審: マルクス・シュミット |  |

| 2021年3月4日 | ライプツィヒ (1)                        | 2 - 0 | ヴォルフスブルク (1) | ライプツィヒ                                                  |  |
|              | ポウルセン 63分 · ファン・ヒチャン 88分 |       |                      | 競技場: レッドブル・アレナ 観客数: 0人 主審: マルコ・フリッツ |  |

| 2021年3月3日 | ボルシアMG (1) | 0 - 1 | ドルトムント (1) | メンヒェングラートバッハ                                                            |  |
|              |                |       | サンチョ 66分    | 競技場: シュタディオン・イム・ボルシア・パルク 観客数: 0人 主審: サシャ・ステゲマン |  |

## 準決勝
組み合わせ抽選会は、2021年3月7日に行われた。
| 2021年5月1日 | ブレーメン (1) | v | ライプツィヒ (1) | ブレーメン                       |  |
|              |                |   |                  | 競技場: ヴェーザーシュタディオン |  |

| 2021年5月2日 | ドルトムント (1) | v | キール (2) | ドルトムント                       |  |
|              |                  |   |            | 競技場: ジグナル・イドゥナ・パルク |  |